# Ordinariat militar dels Estats Units d'Amèrica
L'Ordinariat militar dels Estats Units d'Amèrica (anglès: Roman Catholic Archdiocese for the Military Services, USA; llatí:  Fœderatarum Civitatum Americæ Septemtrionalis) és un ordinariat militar de l'Església catòlica pels Estats Units d'Amèrica.
Està encarregat dels serveis pastorals i espirituals a aquells que serveixen a les Forces armades dels Estats Units i els seus dependents i de totes les bases navals i militars, a les instal·lacions de l'Administració de veterans, i a altres serveis federals a l'estranger.
Es va establir originalment com a vicariat militar, l'arquebisbe de Nova York també exercia com a vicari militar. Va ser reorganitzada com a arxidiòcesi, amb el seu propi arquebisbe i la seu traslladada al districte de Columbia pel papa Joan Pau II el 1986.
Actualment està regida per l'arquebisbe Timothy Paul Andrew Broglio. Està assistit per diversos bisbes auxiliars. Junts vetllen pels sacerdots catòlics que serveixen de capellans a tot el món. Cada capellà roman incardinat a la diòcesi o institut religiós per al qual va ser ordenat.
L'arxidiòcesi per als Serveis Militars és una jurisdicció personal, és a dir, que no té un territori definit i que la seva jurisdicció s'estén a aquells a qui serveix arreu del món. Té jurisdicció allà on serveixen homes i dones americans amb uniforme. La jurisdicció de l'arxidiòcesi s'estén a totes les propietats del govern dels Estats Units tant al territori nacional com a l'estranger, incloent instal·lacions militars nord-americanes, ambaixades, consulats i altres missions diplomàtiques.

## Història
Abans de la creació de l'ordinariat militar i després arxidiòcesi per als serveis militars, les forces armades dels Estats Units eren servides per un cos informal de sacerdots voluntaris. A partir del 1917, l'atenció espiritual dels que hi havia al servei militar va recaure en el Vicariat militar, l'equivalent a un vicariat apostòlic personal, és a dir, a una església particular la membresia està definida per una certa qualitat personal (com en aquest cas ser membre o un dependent d'un membre dels serveis armats) que està encapçalat per un llegat del papa. Originalment, l'ordinariat estava encapçalada pel llavors bisbe Patrick J. Hayes, un bisbe auxiliar de l'arxidiòcesi de Nova York que va exercir la doble funció de vicari militar papal per als Estats Units a partir del 24 de novembre de 1917.

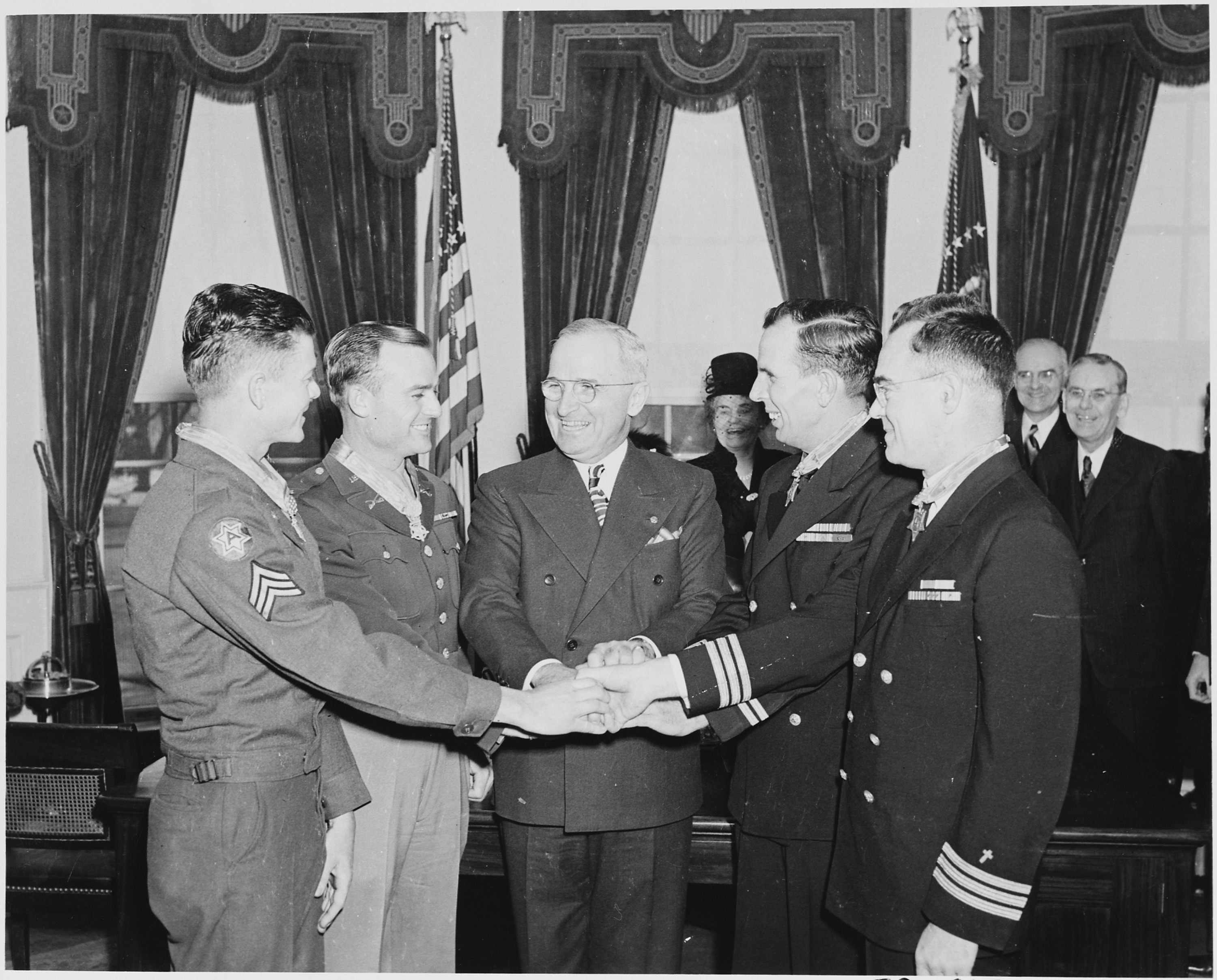
El President Harry Truman just després de concedir la Medalla d'Honor. El primer per la dreta és el capellà Joseph T. O'Callahan; que llueix una creu com a clergue cristià al damunt dels galons de la bocamàniga

Hayes va ser escollit perquè Nova York era el principal port d'embarcament de les tropes nord-americanes que marxaren cap a Europa i, per tant, un punt de contacte convenient per als capellans catòlics que els servissin. Quan el cardenal John Farley, arquebisbe de Nova York va morir, Hayes va ser nomenat el seu successor i va mantenir el títol i el deure addicionals de vicari militar. El novembre de 1939, la Santa Seu va establir el Vicariat militar dels Estats Units d'Amèrica.
El vicariat castrense fou erecte el 8 de setembre de 1957 mitjançant el decret Mysticam Petri naviculam de la Congregació Consistorial.
El càrrec va seguir sent un deure addicional de l'arquebisbe de Nova York des del temps de Hayes fins que el cardenal Terence Cooke va començar a planificar-lo com a jurisdicció pròpia a principis dels anys 80, plans que no va poder dur a terme abans de la seva mort el 1983. El cardenal John Joseph O'Connor —un capellà de la Marina jubilat amb el rang de contraalmirall, després d'haver exercit com a cap dels capellans de la Marina (el títol militar per al seu propi capellà major) que posteriorment va exercir com a bisbe auxiliar per al vicariat militar— va succeir el cardenal Cooke. Com a arquebisbe de Nova York i administrador apostòlic del vicariat militar. va supervisar la finalització de la transició.
El 21 de juliol de 1986, el papa Joan Pau II va reconstituir el vicari militar com a actual arxidiòcesi dels Serveis Militars, EUA, mitjançant la butlla Spirituali militum curae, nomenant l'arquebisbe Joseph T. Ryan el seu primer arquebisbe.
El 18 d'agost de 1987 s'aprovaren els estatuts de l'ordinariat militar, previstos a la constitució Spirituali militum curae.
A l'abril de 2013, al voltant del 25% de les forces armades nord-americanes són catòliques.

### Informes d'abús sexual

#### Exèrcit
El 1985, el capellà catòlic de l'exèrcit dels Estats Units, Alvin L. Campbell, es va declarar culpable d'abús sexual i va rebre una pena de 14 anys de presó. Va complir 7 anys d'aquesta sentència i va ser retirat del ministeri públic. Va morir el 2002.
L'any 2000, el capellà catòlic de l'exèrcit Mark Matson va ser condemnat i condemnat a 20 anys de presó per haver maltractat un noi de 13 anys mentre feia servei en un hospital de l'exèrcit dels Estats Units.
El 2005, el capellà catòlic Gregory Arflack va ser condemnat a cinc anys de presó després de ser declarat culpable d'assaltar sexualment membres de l'exèrcit dels Estats Units.

#### Força aèria
El 1991, el capellà de la Força Aèria dels Estats Units, Thomas Chleboski, es va declarar culpable de cinc càrrecs d'haver abusat un nen de 13 anys el 1989 i va rebre una pena de 20 anys de presó. Va ser acusat d'atraure la seva víctima amb gires a la base de la Força Aèria Andrews.
Barry Ryan, que va complir dos anys de presó per fets separats d'abús sexual que va cometre el 2003, va ser retirat de l'arxidiòcesi el 1995 després que es presentessin acusacions que va cometre actes d'abús sexual contra una menor el 1994.
El 12 d'abril de 2019, Arthur Perrault, un antic sacerdot catòlic romà que exercia de capellà de la Força Aèria dels Estats Units, va ser declarat culpable d'haver abusat sexualment d'un escolà en una base de la Força Aèria i d'un cementiri de veterans a Nou Mèxic a principis dels anys 90. El 15 de setembre del 2019, Perrault, que va ser extradit el setembre del 2018 anys després de fugir del país, varebre una pena de 30 anys de presó. Perrault estava donant servei a la Guàrdia Nacional Aèria quan es va produir l'abús.

## Seu

El distintiu per a l'uniforme dels clergues cristians

La cancelleria diocesana es troba a Washington, D.C. L'arxidiòcesi per als serveis militars és l'única diòcesi nord-americana sense catedral, però celebra les seves funcions principals a la Basílica del Santuari Nacional de la Immaculada Concepció.

## Estatus de no combatent
Les convencions de Ginebra estableixen (Protocol I, 8 de juny de 1977, art 43.2) que els capellans són no-combatents : no tenen dret a participar directament en hostilitats. Els capellans capturats no són considerats presoners de guerra (Tercera Convenció, 12 d'agost de 1949, capítol IV, art 33) i han de ser retornats a la seva nació d'origen, tret que siguin conservats per administrar els sagraments als presoners de guerra.

## Cronologia episcopal

### Vicari apostòlic per a les Forces Armades dels Estats Units
- Cardenal Patrick Joseph Hayes † (24 de novembre de 1917 - 10 de març de 1919, que paral·lelament serví com a bisbe auxiliar de Nova York i després com a arquebisbe
- Cardenal Francis Joseph Spellman (11 de desembre de 1939 - 2 de desembre de 1967, que paral·lelament serví com a arquebisbe de Nova York
- Cardenal Terence James Cooke 4 d'abril de 1968 - 6 d'octubre de 1983), que paral·lelament serví com a arquebisbe de Nova York

### Delegat apostòlic per a les Forces Armades dels Estats Units
- John Francis O'Hara, C.S.C. (11 de desembre de 1939 - 10 de març de 1945), nomenat bisbe de Buffalo
- William Richard Arnold (1945-1965)

### Arquebisbe per als Serveis Militars, EUA
- John Joseph Thomas Ryan (16 de març de 1985 - 14 de maig de 1991 renuncià)
- Joseph Thomas Dimino (14 de maig de 1991 - 12 d'agost de 1997 renuncià)
- Edwin Frederick O'Brien (12 d'agost de 1997 - 12 de juliol de 2007 nomenat arquebisbe de Baltimore)
- Timothy Paul Andrew Broglio, des del 19 de novembre de 2007

## Capellans notables per conflicte

### Guerra de Mèxic-Estats Units
- John McElroy, S.J. – Un dels dos primers capellans catòlics de l'Exèrcit. Fundador del Boston College.[15]
- Anthony Rey, S.J. – Un dels dos primers capellans catòlics de l'Exèrcit. Vicepresident del Georgetown College (1845).[15] Primer capellà catòlic mort durant el servei amb l'exèrcit nord-americà.

### Guerra Civil
Per a capellans de la Guerra Civil, vegeu la nota a peu de pàgina.
- Emmeran M. Bliemel, OSB - Va ser el primer capellà catòlic mort en acció durant la Guerra Civil.[17]
- William Corby - És famós per haver donat una absolució general a la Brigada Irlandesa a la batalla de Gettysburg.
- John Ireland – Va ser capellà del 5è Regiment d'infanteria de voluntaris de Minnesota.
- Bernard John McQuaid – es va presentar voluntari com a capellà i va acompanyar la brigada de Nova Jersey al lloc de guerra, durant el qual va ser capturat pels confederats.

### Guerra Hispanoamericana
- John P. Chidwick - Un capellà de l'arxidiòcesi de Nova York i tercer capellà catòlic de la història de l'Armada, va ser el capellà del USS Maine quan va ser destruït per una explosió el 15 de febrer de 1898 (que va portar la guerra del 8 d'abril al 13 d'agost de 1898); va ajudar a coordinar l'enterrament dels mariners i els seus posteriors trasllats al cementiri nacional d'Arlington[18]

### Primera Guerra Mundial
- John B. DeValles
- Francis P. Duffy – Capellà del 69è Regiment d'Infanteria (una unitat militar de la ciutat de Nova York i part de la Guàrdia Nacional de l'Exèrcit de Nova York) - conegut com "The Fighting 69th" - que havia estat federalitzat i redissenyat el 165è Regiment d'Infanteria dels Estats Units.
- John Joseph Mitty – El 1919 va ser assignat com a capellà catòlic a l'Acadèmia Militar dels Estats Units; durant la seva estada a West Point, el general Douglas MacArthur va exercir de superintendent.
- Colman O'Flaherty – Capellà amb la  1a Divisió d'Infanteria; fou mort en acció, a França; premiat pòstumament amb la Creu del Servei Distingit.
- Barry O'Toole

### Segona Guerra Mundial

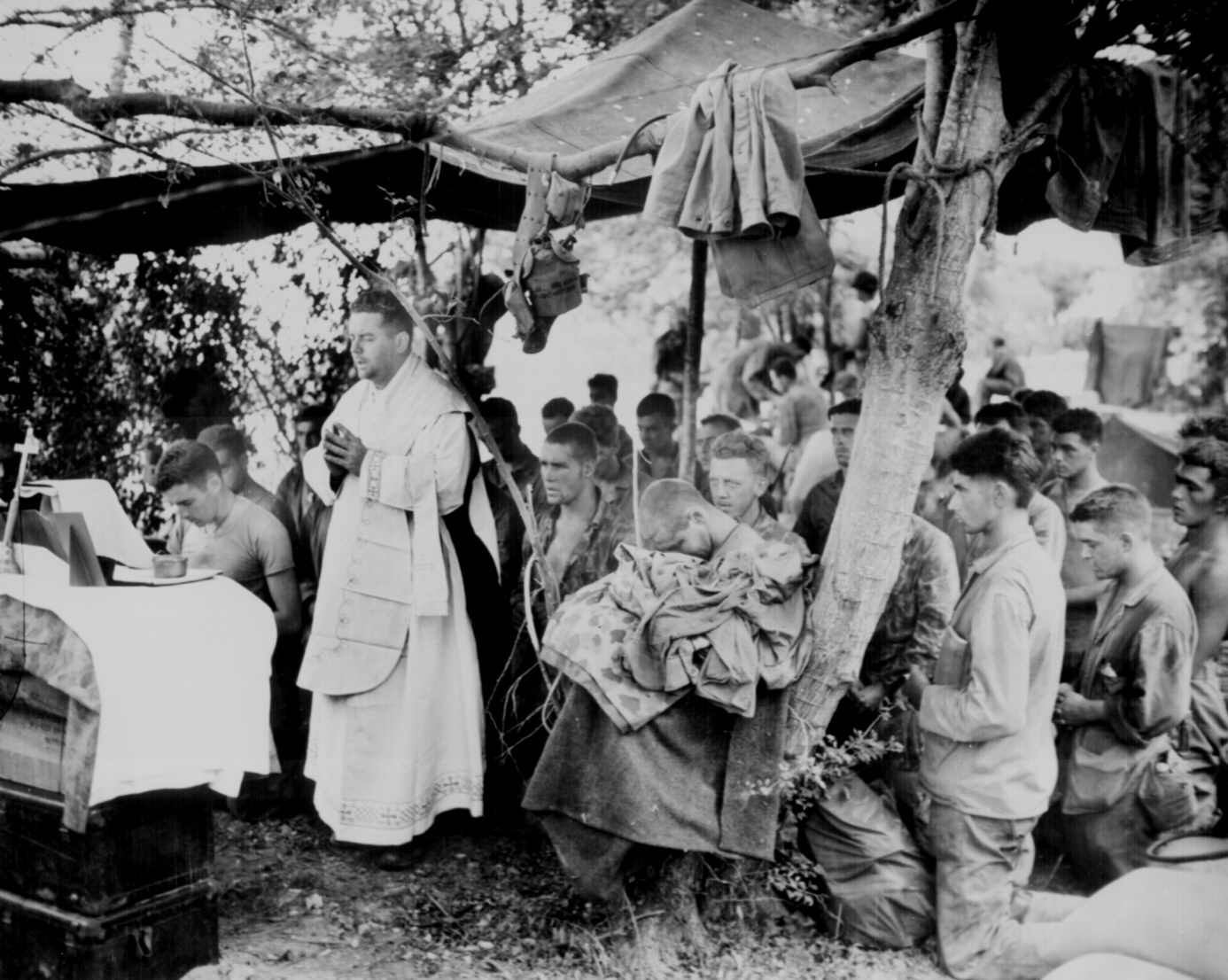
Un capellà de la Marina dels Estats Units celebra la missa catòlica per als marines a Saipan, el juny de 1944, en commemoració dels camarades caiguts en els desembarcaments amfibis inicials.

Vegeu la nota al peu 

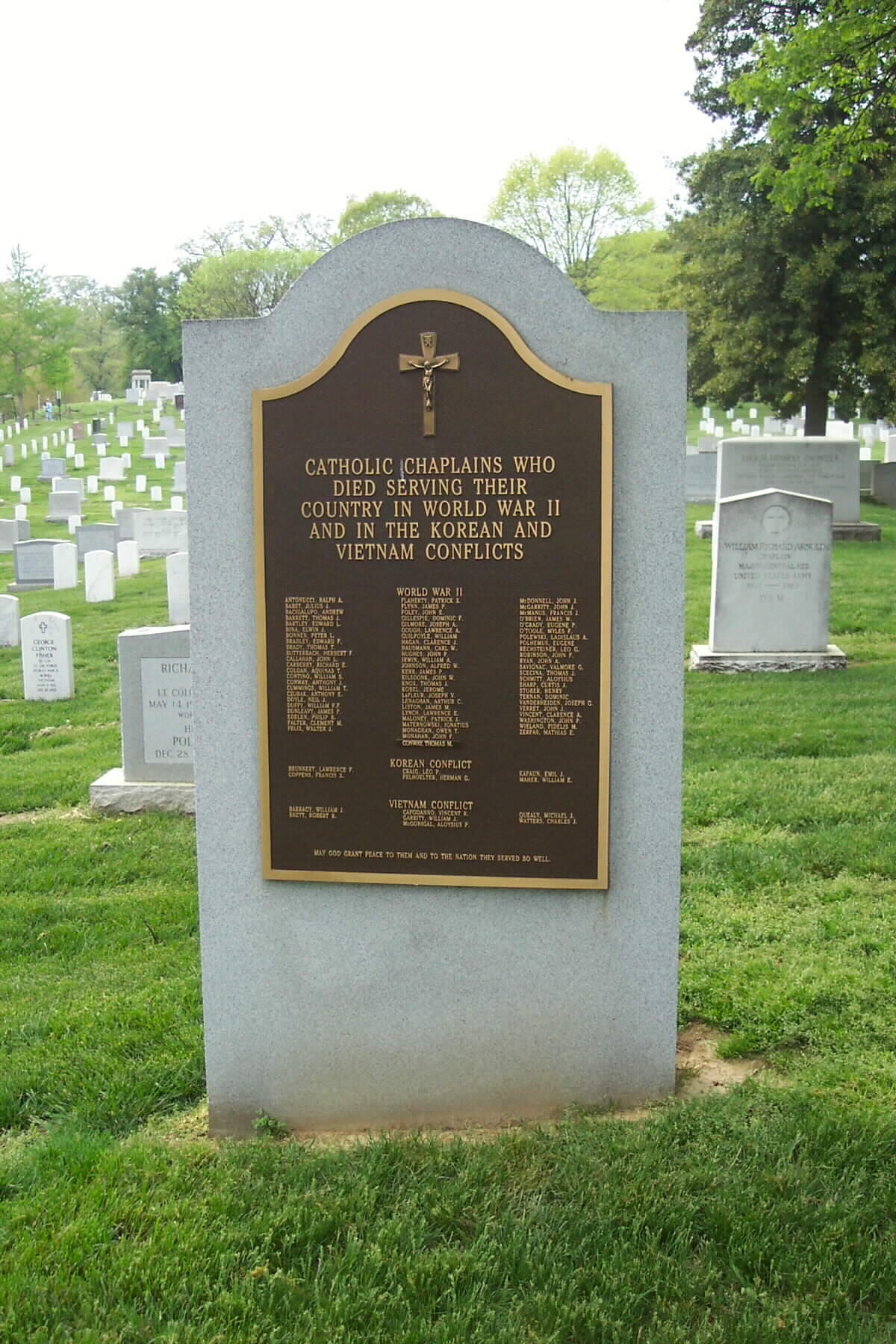
El monument dels capellans catòlics a la muntanya Chaplains al cementiri nacional d'Arlington.

- William R. Arnold (primer capellà catòlic en cap de l'exèrcit; més tard va ser vicari apostòlic a les Forces Armades dels Estats Units)
- Thomas J. Barrett[19]
- Frederic P. Gehring, C.M.
- Joseph Gilmore[19]
- William Guilfoyle[19]
- Philip M. Hannan
- William A. Irwin[19] a
- Alfred W. Johnson[19]
- Francis J. McManus[19]
- Joseph T. O'Callahan – va servir a USS Franklin ; guardonat amb la Medalla d'Honor
- John A. Ryan[19]
- Joseph T. Ryan[20]
- Aloysius H. Schmitt – primer capellà dels Estats Units a morir a la Segona Guerra Mundial; a USS Oklahoma[21]
- John P. Washington – un dels Quatre capellans[19]
- Joseph Verbis Lafleur, condecorat amb la Creu del Servei Distingit, l'Estrella de Bronze i el Cor Porpra

### Guerra de Corea
Vegeu la nota al peu 
- Herman G. Felhoelter – capellà amb el 19è Regiment d'Infanteria, 24a Divisió d'Infanteria; executat, juntament amb 30 soldats ferits crítics; premiat pòstumament amb la Creu del Servei Distingit
- Emil J. Kapaun – va obtenir la Medalla d'Honor pòstumament[22][19]
- Dennis Murphy[23]
- John J. O'Connor (més tard va exercir de capellà de la Marina, 1975–1979, i de bisbe auxiliar del vicariat militar, 1979–1983)

### Guerra Freda (pre-Vietnam)
- Terence P. Finnegan (primer capellà en cap catòlic de la Força Aèria)
- Patrick J. Ryan (segon capellà en cap catòlic de la Força Aèria)

### Guerra del Vietnam
Vegeu la nota al peu 
- Robert R. Brett, S.M. – mort durant l'ofensiva del Tet, després de declinar el seu seient en un helicòpter de partida[24][19]
- Vincent R. Capodanno, M.M. – va obtenir la Medalla d'Honor pòstumament[19]
- Edwin R. Chess (segon capellà en cap catòlic de la Força Aèria)
- John F. Laboon, Jr., S.J.
- Charles Liteky
- Francis L. Sampson (tercer capellà en cap catòlic de l'Exèrcit)
- Charles J. Watters[19] – va obtenir la Medalla d'Honor pòstumament

### Guerra Freda (post-Vietnam)
- John A. Collins (quart capellà en cap catòlic de la Força Aèria)
- William Joseph Dendinger (setè capellà en cap catòlic de la Força Aèria)
- Patrick J. Hessian (quart capellà en cap catòlic de l'Exèrcit)
- John P. McDonough (cinquè capellà en cap catòlic de la Força Aèria)
- Henry J. Meade
- Donald W. Shea
- Arthur S. Thomas

### Guerra de l'Iraq / Guerra contra el Terror
- Donald L. Rutherford
- H. Timothy Vakoc – només es va morir un capellà nord-americà per ferides rebudes durant la guerra d'Iraq

## Estadístiques
| any  | sacerdots | sacerdots       | sacerdots       | diaques | religiosos | religiosos |
| any  | total     | clergat secular | clergat regular | diaques | homes      | dones      |
| ---- | --------- | --------------- | --------------- | ------- | ---------- | ---------- |
| 1999 | 523       | 454             | 69              | 53      | 122        | 12         |
| 2000 | 1.116     | 889             | 227             | 53      | 227        | 12         |
| 2001 | 1.060     | 839             | 221             | 56      | 221        | 12         |
| 2002 | 1.085     | 892             | 193             | 56      | 249        | 12         |
| 2003 | 936       | 722             | 214             | 55      | 269        | 12         |
| 2004 | 968       | 742             | 226             | 55      | 287        | 12         |
| 2013 | 359       | 307             | 52              |         | 52         |            |
| 2016 | 386       | 317             | 69              | 2       | 69         |            |